# 科特梅亞納鄉

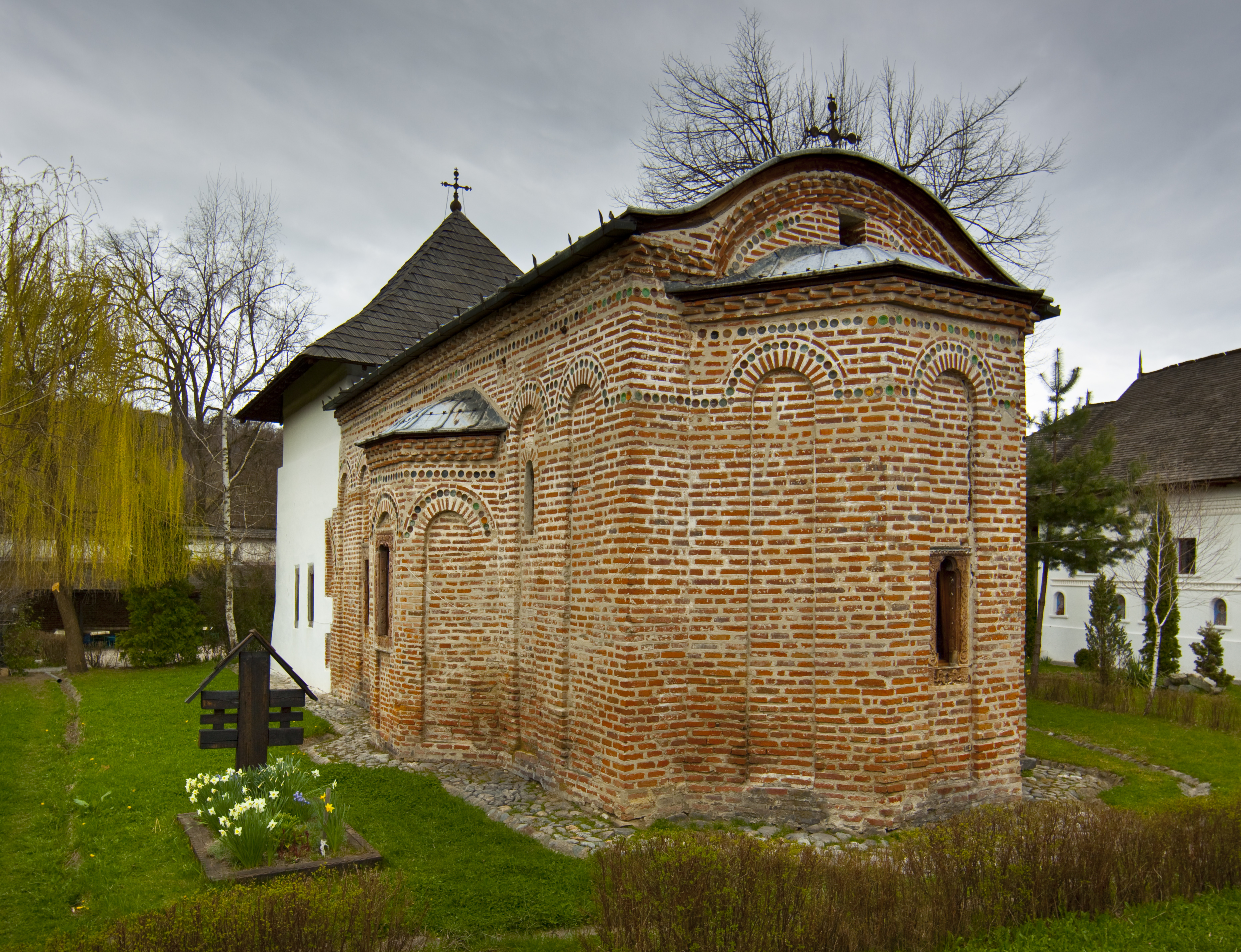

44°36′N 24°45′E / 44.600°N 24.750°E
科特梅亞納鄉（羅馬尼亞語：Comuna Cotmeana, Argeș），是羅馬尼亞的鄉份，位於該國中南部，由阿爾傑什縣負責管轄，面積75平方公里，海拔高度500米，2007年人口2,076，人口密度每平方公里28人。